# Zvonimir Cerić
Zvonimir Cerić (Tuzla, 5. listopada 1910. – Sierra Caballo, 1938.), bosanskohercegovački komunist i sudionik Španjolskog građanskog rata.

## Životopis
Rodio se 5. listopada 1910. godine u Tuzli. Upisao je tuzlansku gimnaziju, s koje je nakon nekog vremena izbačen zbog širenja revolucionarnih ideja. Naposljetku je maturirao na Prvoj muškoj realnoj gimnaziji u Sarajevu 1932. godine. Godine 1933, upisao je Veterinarski fakultet u Zagrebu.
Kao student treće godine odlučio je pridružiti se obrani Španjolske Republike u građanskom ratu. Pod izlikom da ide posjetiti Svjetsku izložbu u Parizu, 1937. godine se preko nezakonitih točaka KPJ prebacio u Španjolsku. Borio se u internacionalnim brigadama. Poginuo je 1938. godine na Sierri Caballo.
1964. godine u krugu Veterinarskog fakulteta otkrivene su tri biste studenata-španjolskih boraca, među kojima i ona posvećena Zvonimiru Ceriću.
Ulica u Tuzli na Husinu nose ime Zvonimira Cerića. 18. prosinca 1979. osnovano je UKUD Zvonko Cerić, pri Sveučilištu u Tuzli s osnovnom idejom da Društvo organizirano okuplja studentsku omladinu u izvannastavnim aktivnostima.